# Miguel Alonso Reyes
Miguel Alejandro Alonso Reyes, né le 20 septembre 1971 à Zacatecas, est un avocat et un homme politique mexicain, membre du Parti révolutionnaire institutionnel. Il est gouverneur de l'État de Zacatecas du 12 septembre 2010 au 12 septembre 2016,.